# Coet accelerador sòlid

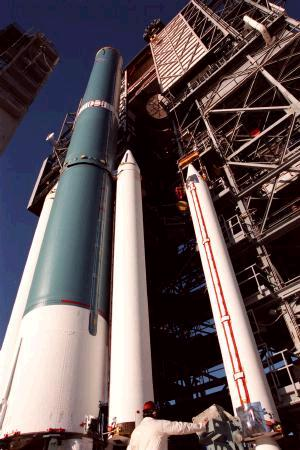
Imatge de la NASA del coet accelerador sòlid (dreta) sent ajuntat al Delta II (blau). Es poden veure dos coets (blanc) ja afegits.

Els coets acceleradors sòlids (SRB, Solid Rocket Boosters, o SRM, Solid Rocket Motors, per denominar els motors en si) són utilitzats per proporcionar impuls principal als llançaments de naus espacials des de la plataforma d'enlairament fins a l'esgotament dels SRB. Molts vehicles de llançament utilitzen SRB, incloent-hi l'Ariane 5, Atlas V, i el transbordador espacial de la NASA. El transbordador espacial de la NASA utilitza dos SRB del transbordador espacial, que són els més grans de la seva classe en servei.
Els SRB de propergol sòlid són millors per propulsar transbordadors en comparació amb els coets de propergol líquid, perquè proporcionen un major empenyiment i no és necessari l'ús de sistemes refrigerants o aïllants, requisits indispensables en els coets de propergol líquid. A més, afegir SRB d'un sol ús a un vector impulsat per coets de combustible líquid alleugereix la quantitat de combustible necessari i disminueix la massa total del transbordador. Això és conegut com a separació.